# Terebella ochroleuca
Terebella ochroleuca är en ringmaskart som beskrevs av Grube 1870. Terebella ochroleuca ingår i släktet Terebella och familjen Terebellidae. Inga underarter finns listade i Catalogue of Life.